# Gunnhildr Sveinsdóttir
Gunnhildr Sveinsdóttir nebo také Gunnhildr Haraldsdóttir, Guda nebo Gyda (? -
1060? , zřejmě Gudhem, Västergötland, Švédsko) byla manželkou švédského krále Jakoba Anunda a poté Svena II. Dánského. Její původ není jednoznačný, proto je nazývána Gunnhildr Sveinsdóttir nebo Gunnhildr Haraldsdóttir. Její označování jako Gudy nebo Gydy je zřejmě důsledkem zaměňování s její dcerou Gydou, který je naopak někdy nazývána Gunnhildr.
Informace o Gunnhildr si často odporují. Některé zdroje ji označují za dceru norského svatého Haralda, ale druhá teorie je pravděpodobnější. Podle ní byla dcerou norského jarla Sveina Håkonssona a švédské princezny Holmfrid, dcery nebo sestry krále Olofa Skötkonunga.

## Švédská královna
Není jisté, kdy se Gunnhildr provdala za Jakoba. Někdy je manželství označováno jako bezdětné, někdy se jako jejich potomek uvádí dcera Gyda. Je možné, že Gyda byla dcera Anunda a jiné ženy a Gunnhildr byla její nevlastní matka. Okolo roku 1047 se Gyda vdala za dánského krále Svena II., který nějaký strávil v exilu u švédského dvora, ale brzy zemřela (v roce 1048 nebo 1049).

## Dánská královna
V roce 1050 zemřel Jakob Anund a Gunnhildr se provdala za vdovce po své dceři. Toto manželství ale netrvalo dlouho. Církev ho považovala za neplatné, protože manželé byli blízcí příbuzní – možná protože byli bratranec a sestřenice, možná protože Sven býval manželem její dcery.
Hambursko-brémský arcibiskup nařídil toto manželství zrušit , což uvedl v platnost papež Lev IX. Gunnhildr tedy byla nucena vrátit se okolo roku 1051/52 do Švédska.

## Pozdější život
Gunnhildr se odebrala na své pozemky ve Västergötlandu, kde podle tradice strávila zbytek života v pokání za své hříchy. Podle legendy založila klášter v Gudhemu (okolo let 1052/54). Ve skutečnosti byl však tento klášter založen přesně o sto let později, v roce 1152. Tato legenda možná vznikla proto, že jedním z jejích pozemků byl i Gudhem. Adam z Brém ji nazývá Sanctissima a popisuje její pohostinnost vůči misionářskému biskupovi Adalvardovi, kterého vykázal Emund Gammal.
Podle tradice Gunnhildr zemřela v Gudhemu. Data jejího narození a úmrtí nejsou známá, ale ví se, že ještě žila za vlády švédského krále Emunda (1050–1061).